# له‌له‌کران
له‌له‌کران (به لاتین: Lələkəran یا Lələhiran) یک منطقه مسکونی در جمهوری آذربایجان است که در شهرستان لریک واقع شده‌است.

## جمعیت
له‌له‌کران ۱۱۵ نفر جمعیت دارد.